# Шмаров, Андрей Игоревич
Андрей Игоревич Шмаров (3 мая 1955, Москва — 16 июля 2024, Москва) — российский журналист, занимал руководящие должности в ряде российских изданий. 

## Биография
Шмаров родился 3 мая 1955 года в Москве в профессорской семье. В 1977 году окончил экономический факультет МГУ, специализировался на экономической социологии, получил степень кандидата экономических наук. Около 15 лет работал научным сотрудником и заведующим сектором в НИИ Госплана СССР.

## Журналистика
С 1992 года Шмаров был научным сотрудником и заместителем главного редактора ИД «Коммерсантъ». В 1995 вместе с другими журналистами, покинувшими «Коммерсантъ», основал и возглавил журнал «Эксперт», более 10 лет был заместителем гендиректора издательского холдинга «Профмедиа». В 1997 году совместно с Валерием Фадеевым и Дмитрием Гришанковым основал рейтинговое агентство «Эксперт РА», в 2002 — аналитический центр «Эксперт».
После 2007 года Шмаров не занимался деловыми СМИ. С 2007 по 2012 год он был генеральным директором проекта «Сноб». Был ведущим на «Дожде» и радио «Комсомольская правда». В 2013—2014 годах — главный редактор просветительского интернет-канала «Проект 42». По словам Шмарова, в последующие годы он занимался проектами на стыке науки и медиа. Как журналист Шмаров был отмечен несколькими дипломами профессиональных конкурсов, а его совместная с Гришанковым публикация в области макроэкономики была признана на одном из них статьёй года.

### Ведомости
В марте 2020 года после того как Демьян Кудрявцев договорился о продаже газеты «Ведомости» главе ИД «Наша версия» Константину Зятькову и руководителю инвестфирмы Arbat Capital Алексею Голубовичу, Шмаров был назначен и. о. главного редактора. Конфликт Шмарова с коллективом издания начался после первой встречи с редакцией: он объявил, что давно перестал читать вверенную ему газету, не знаком с её профессиональным этическим кодексом («Догмой») и считает правильным разрешить владельцам вмешиваться в редакционную политику.
Собеседники «Медузы» отмечали, что в выборе Шмарова принимал участие пресс-секретарь государственной «Роснефти» Михаил Леонтьев, а его кандидатура была согласована с первым замглавы администрации президента Алексеем Громовым. На связь с «Роснефтью» косвенно указывали его решения: в одном случае он без обсуждения с автором заменил заголовок статьи о сделке с активами «Роснефти» на противоположный по смыслу, более позитивный, в другом — снял с сайта уже опубликованную колонку Константина Сонина с критикой работы главы компании Игоря Сечина.
На несамостоятельность решений Шмарова указывали и другие инциденты. Так он запретил использовать в статьях материалы опросов «Левада-центра», сославшись на недовольство администрации президента, запретил критические материалы о поправках к Конституции и обнулении президентских сроков, а позднее запретил публикацию неновостных материалов без согласования с главным редактором или уполномоченными им сотрудниками. В мае он вымарал из статьи о запуске магистратуры по геномике человека в МГУ упоминание её куратора — дочери Владимира Путина Марии Воронцовой, в июне — запретил публикацию редакционной колонки о нарушениях закона при агитации за поправки к Конституции, основанную на данных движения «Голос».
Комиссия по свободе информации Совета по правам человека при президенте РФ поддержала журналистов и назвала действия Шмарова цензурой. Журналисты газеты опубликовали манифест в защиту независимой редакционной политики и против Шмарова, действия которого, по их словам, не соответствовали принципам издания и убеждениям коллектива. Из-за скандалов, последовавших за назначением Шмарова, из сделки по покупке газеты вышел Алексей Голубович. Одна из бывших сотрудниц разместила интернет-петицию с требованием отстранения Шмарова.
Журналисты предлагали владельцам издания назначить главным редактором Анфису Воронину, редактора партнёрских проектов «Ведомости &». Её кандидатуру на голосовании поддержали 73 из 79 сотрудников, за Шмарова не проголосовал никто. Однако 15 июня 2020 года совет директоров «Бизнес ньюс медиа» утвердил Шмарова на посту главного редактора. В знак протеста уволились все пять его заместителей — Дмитрий Симаков, Борис Сафронов, Филипп Стеркин, Кирилл Харатьян и Александр Губский — и другие журналисты. В конце июля 2020 года одни покинувшие «Ведомости» журналисты при участии Дерка Сауэра создали издание VTimes, другие в октябре открыти сервис фактчека деловых новостей fakecheck.ru.
Шмаров руководил редакцией «Ведомостей» более года. О его отставке было объявлено 19 мая 2021 года, его обязанности были переданы замдиректора «Бизнес ньюс медиа» по редакционному развитию Ирине Казьминой.

## Смерть
Умер 16 июля 2024 года в больнице после падения в своей квартире в Москве не приходя в сознание в возрасте 69 лет. Шмарова госпитализировали в начале июля с инсультом и переломом рёбер.

## Личная жизнь
Интересовался джазом, классической музыкой, живописью. С середины 1990-х годов увлекался теннисом.